# Man's Duty
Man's Duty est un film muet américain réalisé par Allan Dwan et sorti en 1913.

## Fiche technique
- Titre : Man's Duty
- Réalisation : Allan Dwan
- Scénario : M. de la Parelle
- Genre : Western
- Durée : 10 minutes
- Date de sortie : États-Unis : 10 août 1913

## Distribution
- Wallace Reid : Bill
- Marshall Neilan : Joe
- Jessalyn Van Trump : Flora
- Pauline Bush : l'aveugle